# Manuel Ausensi i Albalat
Manuel Ausensi i Albalat (Barcelona, 8 d'octubre de 1919 - Creixell, Tarragonès, 1 de setembre de 2005) fou un baríton català.

## Biografia
Va néixer a Barcelona, en el carrer de Blai (al Poble-sec), fill de Jaume Ausensi i d'Antònia Albalat, cap d'ells amb lligams musicals. Va iniciar les seves passes a la música com a estudiant de trompeta al Conservatori Municipal de Barcelona. El 1941, trobant-se a València, aprofità per estudiar cant durant dos anys amb la soprano Maria Llàcer, que era la més prestigiosa pedagoga valenciana de llavors, aconseguint per la seva mediació un treball com a trompetista a la Banda Municipal de València. Després es va reintegrar a Barcelona per continuar els estudis de cant amb Concepció Callao i amb la russa Ana Miliesh. El 1942 va guanyar un concurs radiofònic de Ràdio Associació cantant, entre altres coses, el Pròleg de Pagliacci. A partir d'aquí començarien els seus èxits.
Debutà el 1946 al teatre Tívoli i el 1947 al Gran Teatre del Liceu amb Anna Bolena de Gaetano Donizetti. Destacà especialment en papers a òperes de Giuseppe Verdi (com Rigoletto), però conreà també la música del segle xviii (Wolfgang Amadeus Mozart, Domenico Cimarosa) i l'òpera francesa romàntica, totes elles al Liceu durant tretze temporades seguides. Enregistrà una cèlebre versió completa d'Il barbiere di Siviglia el 1964 i un gran nombre de sarsueles (La calesera, El caserío, Los gavilanes, Katiuska, La legió d'honor, Jugar con fuego) en els papers principals. Es retirà l'any 1973, però el 1990 va tornar a actuar en un concert benèfic de l'Òpera de Cambra de Catalunya.
A més del Liceu, Ausensi va cantar, al costat de les principals figures del seu temps, en escenaris dels Estats Units d'Amèrica, Mèxic, Argentina, Grècia, Itàlia, Alemanya, Gran Bretanya, Bèlgica, Israel i Egipte. El seu repertori va arribar a ser de més de 150 títols, encara que en el terreny operístic va arribar a restringir-lo a títols com ara La traviata, Rigoletto, El barber de Sevilla, Nabucco, Il trovatore, i alguns més, els més habituals del repertori en aquells moments.
Des de 1995, en què es va inaugurar a Barcelona el certamen que porta el seu nom, presidia aquest concurs de cant destinat a promocionar a joves cantants d'òpera, i solia assistir tant a la seva presentació com a l'actuació dels guanyadors.
És enterrat al cementiri de Creixell, on va viure els últims anys de la seva vida i on va morir.

## Guardons
Al llarg de la seva carrera va rebre nombrosos premis. Entre ells destaquen el Premi Nacional d'interpretació Emilio Mesejo (1951), la Medalla d'Or del Cercle de Belles Arts de Madrid (1952) i la Medalla d'Or del Gran Teatre del Liceu de Barcelona (1957) per la seva trajectòria i el seu èxit amb La traviata, la seva millor interpretació. Medalla al Mèrit artístic per l'Ajuntament de Madrid (1994) i Medalla d'Honor de Barcelona (2002). El 1997 va rebre la Creu de Sant Jordi.